# Valle de Hunter
El valle de Hunter (del inglés: Hunter Valley) es una región de Nueva Gales del Sur, aproximadamente a 160 km de Sídney, con una población aproximada de 700.000 personas, la mayoría concentradas en el área metropolitana de  Newcastle. En el valle hay dispersos numerosos pueblos y ciudades. El valle es muy conocido por sus bodegas y lagares y normalmente no se conoce la importante industria hullera que es el sector económico fundamental de la región.
Por el valle fluye el río Hunter, uno de los ríos más importantes del sudeste de Australia. El valle es una de las regiones vinícolas más famosas de Australia, siendo muy conocidos sus vinos tintos y blancos. Aquí es donde empezó la producción comercial de vino australiano. Es una de las cuencas sedimentarias más fértiles de Australia y ofrece protección frente a la humedad de la costa. Aquí fue donde Busby y King decidieron establecer sus viñedos a inicios de la década de 1820 para asegurar el suministro de vino de Sídney. Poco a poco los viñedos y las bodegas se multiplicaron. Hoy en día hay en el valle más de 50 bodegas 
La principal actividad económica del valle es la carbonífera, cuya producción se destina principalmente a la exportación. Otras industrias importantes son la eléctrica y la ganadería cárnica y láctea. El puerto de Newcastle es el mayor exportador de carbón del mundo. El carbón se transporta desde el valle al puerto por ferrocarril.
Newcastle, situada en la desembocadora del río Hunter, es la ciudad más grande de la región. Su área metropolitana incluye el lago Macquarie y también incluye Maitland, Cessnock y  áreas de Port Stephens. Otros ciudades importantes del valle son Port Stephens, Maitland, Cessnock, Kurri Kurri, Singleton, Scone y Muswellbrook.
Hunter valley está creciendo económica, demográfica y culturalmente. Las nuevas áreas residenciales se están desarrollando por toda la región para acomodar a la gente atraída a la zona atraída por las posibilidades de empleo, en ambiente familiar y los asequibles precios de la vivienda. El Estado está cooperando con el gobierno local para el crecimiento adicional que se espera que continúe durante varias décadas. Hay incluso un proyecto para construir una ciudad para 50.000 habitantes cerca de Branxton.

## Turismo
Hunter valley es el más importante destino turístico de Nueva Gales del Sur. El área de Pokolbin tiene una gran cantidad de viñedos, restaurantes, tiendas, campos y cursos de golf, casas rurales y paseos en globo y a caballo. Otras partes del valle también son bien conocidas por el vino. El área de Upper Hunter alrededor de Scone es bien conocida por ser una de las zonas donde más caballos se crían en el mundo.
Hay acontecimientos regulares llevados a cabo para los visitantes, incluyendo los trenes de vapor que funcionan los primeros tres domingos de cada mes y travesías escénicas regulares en el río Hunter y el lago Macquarie. 